# Diana Hay (23e comtesse d'Erroll)
Pour les articles homonymes, voir Hay.
Diana Denyse Hay, 23e comtesse d'Erroll (5 janvier 1926 - 16 mai 1978, Oban, Écosse) est une noble écossaise . 

## Jeunesse
Diana est le seul enfant de Josslyn Hay (22e comte d'Erroll) et de sa première épouse Lady Idina Sackville. Elle est née au Kenya. Leur maison est un bungalow sur les pentes de la chaîne Aberdare qu'ils appelaient Slains, du nom de l'ancien siège de la famille Hay de Slains Castle, vendu par le grand-père de Hay, le 20e comte, en 1916. Le bungalow est situé à côté des fermes d'altitude que d'autres Kényans blancs établissaient à l'époque. 
Lorsque sa mère divorce de son père en 1930, elle est ramenée à la maison en Angleterre pour être élevée d'abord par son oncle Herbrand Sackville, puis par sa tante, Lady Avice Sackville, dans le Wiltshire.

## Carrière
Lorsque son père est assassiné en 1941, elle hérite du comté d'Erroll et de la seigneurie de Hay, tandis que la baronnie de Kilmarnock, qui ne pouvait être héritée que par un héritier mâle, passe à son oncle Gilbert Boyd. Elle hérite également du poste héréditaire Lord High Constable of Scotland . 
Après l'adoption du Peerage Act 1963 qui permet à des pairs suo jure de siéger à la Chambre des lords, Lady Erroll l'a fait, avec onze autres pairs. 

## Vie privée
Le 19 décembre 1946, à St Margaret's, Westminster, Lady Erroll épouse Sir Iain Moncreiffe (en) de that Ilk, le chef du clan Moncreiffe et un héraut à la Cour du Lord Lyon . Ensemble, ils ont trois enfants: 
- Merlin Hay (24e comte d'Erroll) (né en 1948), qui épouse la Belge Isabelle Jacqueline Laline Astell Hohler, en 1982 [3]
- Hon. Peregrine David Euan Malcolm Moncreiffe de that Ilk (né en 1951), qui est devenu chef du clan Moncreiffe et épouse Miranda Mary Fox-Pitt, en 1988
- Lady Alexandra Victoria Caroline Anne Moncreiffe Hay (née en 1955), qui épouse Jolyon Connell

Moncreiffe et Lady Erroll divorcent en 1964 et le 27 novembre de la même année, elle épouse le major Raymond Carnegie (né en 1920) à Lonmay. Carnegie est un petit-fils de Charles Carnegie, 7e comte de Southesk. Ensemble, ils ont un fils: 
- Hon. Jocelyn Jacek Alexander Bannerman Carnegie (né en 1966), qui épouse Susan Mhairie Butler en 1990 [3]

Lady Erroll est décédée en 1978, âgée de 52 ans . Ses titres sont passés à son fils aîné, Merlin. La cause du décès n'a jamais été divulguée publiquement. 